# Goge Hebbal, Manvi
Goge Hebbal là một làng thuộc tehsil Manvi, huyện Raichur, bang Karnataka, Ấn Độ.